# エリ (祭司)
エリ（Eli、ヘブライ語: עלי、古代ギリシア語: Ἠλί）は、旧約聖書の『サムエル記上』に登場するユダヤの民族的指導者（士師）、祭司。王政を導入する前の最後の士師の一人。
エリはシロの町に住み、ホフニとピネハスという二人の息子がいたが、息子たちは神を軽んじていた。エリはこれを悲しみ、引き取っていた幼いサムエルに愛情を注いだ。エリの息子たちは神に対して罪を犯していたため、ペリシテ人との戦いで二人とも戦死し、民族の誇りである神の箱（契約の箱）までも奪われた。エリはこの知らせを聞くと、椅子から転落し、首の骨を折って死んだ。